# Dreiband-Europameisterschaft der Junioren 2006

Logo CEB (ausrichtender Verband)

Die Dreiband-Europameisterschaft der Junioren 2006 war ein Turnier in der Karambolagedisziplin Dreiband und fand vom 17. bis 19. Februar in Divion statt.

## Modus
Gespielt wurde mit 16 Teilnehmern in vier Gruppen à vier Spielern im Round-Robin-Modus. Die beiden Gruppenbesten qualifizierten sich für das Viertelfinale. Bei Punktegleichheit zählte der direkte Vergleich. Die Partiedistanz betrug zwei Gewinnsätze à 15 Punkte.

## Qualifikation
| Abschlusstabelle Gruppe A | Abschlusstabelle Gruppe A | Abschlusstabelle Gruppe A | Abschlusstabelle Gruppe A | Abschlusstabelle Gruppe A | Abschlusstabelle Gruppe A | Abschlusstabelle Gruppe A | Abschlusstabelle Gruppe A | Abschlusstabelle Gruppe A |
| Platz                     | Name                      | PP                        | SP                        | Pkte                      | Aufn.                     | GD                        | BED                       | HS                        |
| ------------------------- | ------------------------- | ------------------------- | ------------------------- | ------------------------- | ------------------------- | ------------------------- | ------------------------- | ------------------------- |
| 1                         | Javier Palazón            | 4                         | 4:2                       | 74                        | 79                        | 0,936                     | 1,071                     | 4                         |
| 2                         | Thomas Knudsen            | 4                         | 4:2                       | 74                        | 82                        | 0,902                     | 1,153                     | 7                         |
| 3                         | Halit Ersayin             | 4                         | 4:2                       | 73                        | 95                        | 0,768                     | 1,250                     | 6                         |
| 4                         | Markus Schuster           | 0                         | 0:6                       | 48                        | 94                        | 0,510                     | -                         | 3                         |

| Abschlusstabelle Gruppe B | Abschlusstabelle Gruppe B | Abschlusstabelle Gruppe B | Abschlusstabelle Gruppe B | Abschlusstabelle Gruppe B | Abschlusstabelle Gruppe B | Abschlusstabelle Gruppe B | Abschlusstabelle Gruppe B | Abschlusstabelle Gruppe B |
| Platz                     | Name                      | PP                        | SP                        | Pkte                      | Aufn.                     | GD                        | BED                       | HS                        |
| ------------------------- | ------------------------- | ------------------------- | ------------------------- | ------------------------- | ------------------------- | ------------------------- | ------------------------- | ------------------------- |
| 1                         | Michel Parize             | 6                         | 6:0                       | 90                        | 91                        | 0,989                     | 1,071                     | 4                         |
| 2                         | Glenn Hofman              | 4                         | 4:3                       | 86                        | 102                       | 0,843                     | 1,027                     | 5                         |
| 3                         | Sameh Kamel Sidhom        | 2                         | 3:5                       | 90                        | 126                       | 0,714                     | 0,694                     | 6                         |
| 4                         | Thomas Purkyt             | 0                         | 1:6                       | 53                        | 126                       | 0,420                     | -                         | 5                         |

| Abschlusstabelle Gruppe C | Abschlusstabelle Gruppe C | Abschlusstabelle Gruppe C | Abschlusstabelle Gruppe C | Abschlusstabelle Gruppe C | Abschlusstabelle Gruppe C | Abschlusstabelle Gruppe C | Abschlusstabelle Gruppe C | Abschlusstabelle Gruppe C |
| Platz                     | Name                      | PP                        | SP                        | Pkte                      | Aufn.                     | GD                        | BED                       | HS                        |
| ------------------------- | ------------------------- | ------------------------- | ------------------------- | ------------------------- | ------------------------- | ------------------------- | ------------------------- | ------------------------- |
| 1                         | Thierry Amar              | 6                         | 6:1                       | 101                       | 94                        | 1,074                     | 1,304                     | 8                         |
| 2                         | Nick Zuijkerbuijk         | 4                         | 4:4                       | 104                       | 110                       | 0,945                     | 1,078                     | 8                         |
| 3                         | Maarten Janssen           | 2                         | 3:5                       | 84                        | 126                       | 0,666                     | 0,764                     | 4                         |
| 4                         | Marcel Decker             | 0                         | 3:6                       | 83                        | 131                       | 0,633                     | -                         | 4                         |

| Abschlusstabelle Gruppe D | Abschlusstabelle Gruppe D | Abschlusstabelle Gruppe D | Abschlusstabelle Gruppe D | Abschlusstabelle Gruppe D | Abschlusstabelle Gruppe D | Abschlusstabelle Gruppe D | Abschlusstabelle Gruppe D | Abschlusstabelle Gruppe D |
| Platz                     | Name                      | PP                        | SP                        | Pkte                      | Aufn.                     | GD                        | BED                       | HS                        |
| ------------------------- | ------------------------- | ------------------------- | ------------------------- | ------------------------- | ------------------------- | ------------------------- | ------------------------- | ------------------------- |
| 1                         | Steven van Acker          | 6                         | 6:1                       | 98                        | 111                       | 0,882                     | 1,034                     | 5                         |
| 2                         | Bahadir Gürün             | 4                         | 5:3                       | 95                        | 131                       | 0,725                     | 1,034                     | 5                         |
| 3                         | Francisco Unguetti        | 2                         | 3:4                       | 81                        | 127                       | 0,637                     | 0,652                     | 5                         |
| 4                         | Dominik Ciz               | 0                         | 0:6                       | 46                        | 106                       | 0,433                     | -                         | 3                         |

## Endrunde
|  | Viertelfinale Spiel auf zwei Gewinnsätze | Viertelfinale Spiel auf zwei Gewinnsätze | Viertelfinale Spiel auf zwei Gewinnsätze | Viertelfinale Spiel auf zwei Gewinnsätze | Viertelfinale Spiel auf zwei Gewinnsätze | Viertelfinale Spiel auf zwei Gewinnsätze |                   |                | Halbfinale Spiel auf zwei Gewinnsätze | Halbfinale Spiel auf zwei Gewinnsätze | Halbfinale Spiel auf zwei Gewinnsätze | Halbfinale Spiel auf zwei Gewinnsätze | Halbfinale Spiel auf zwei Gewinnsätze | Halbfinale Spiel auf zwei Gewinnsätze |      |      | Finale Spiel auf zwei Gewinnsätze | Finale Spiel auf zwei Gewinnsätze | Finale Spiel auf zwei Gewinnsätze | Finale Spiel auf zwei Gewinnsätze | Finale Spiel auf zwei Gewinnsätze | Finale Spiel auf zwei Gewinnsätze |
|  |                                          |                                          |                                          |                                          |                                          |                                          |                   |                |                                       |                                       |                                       |                                       |                                       |                                       |      |      |                                   |                                   |                                   |                                   |                                   |                                   |
|  |                                          | SP                                       | Pkt.                                     | Auf.                                     | ED                                       | HS                                       |                   |                |                                       |                                       |                                       |                                       |                                       |                                       |      |      |                                   |                                   |                                   |                                   |                                   |                                   |
|  |                                          | SP                                       | Pkt.                                     | Auf.                                     | ED                                       | HS                                       |                   |                |                                       |                                       |                                       |                                       |                                       |                                       |      |      |                                   |                                   |                                   |                                   |                                   |                                   |
|  | Michel Parize                            | 1                                        | 31                                       | 47                                       | 0,659                                    | 3                                        |                   |                |                                       |                                       |                                       |                                       |                                       |                                       |      |      |                                   |                                   |                                   |                                   |                                   |                                   |
|  | Michel Parize                            | 1                                        | 31                                       | 47                                       | 0,659                                    | 3                                        |                   | SP             | Pkt.                                  | Auf.                                  | ED                                    | HS                                    |                                       |                                       |      |      |                                   |                                   |                                   |                                   |                                   |                                   |
|  | Nick Zuijkerbuijk                        | 2                                        | 40                                       | 47                                       | 0,851                                    | 6                                        |                   | SP             | Pkt.                                  | Auf.                                  | ED                                    | HS                                    |                                       |                                       |      |      |                                   |                                   |                                   |                                   |                                   |                                   |
|  | Nick Zuijkerbuijk                        | 2                                        | 40                                       | 47                                       | 0,851                                    | 6                                        | Nick Zuijkerbuijk | 2              | 30                                    | 26                                    | 1,153                                 | 4                                     |                                       |                                       |      |      |                                   |                                   |                                   |                                   |                                   |                                   |
|  |                                          | SP                                       | Pkt.                                     | Auf.                                     | ED                                       | HS                                       | Nick Zuijkerbuijk | 2              | 30                                    | 26                                    | 1,153                                 | 4                                     |                                       |                                       |      |      |                                   |                                   |                                   |                                   |                                   |                                   |
|  |                                          | SP                                       | Pkt.                                     | Auf.                                     | ED                                       | HS                                       |                   | Thierry Amar   | 0                                     | 25                                    | 25                                    | 1,000                                 | 5                                     |                                       |      |      |                                   |                                   |                                   |                                   |                                   |                                   |
|  | Thierry Amar                             | 2                                        | 42                                       | 47                                       | 0,893                                    | 4                                        |                   | Thierry Amar   | 0                                     | 25                                    | 25                                    | 1,000                                 | 5                                     |                                       |      |      |                                   |                                   |                                   |                                   |                                   |                                   |
|  | Thierry Amar                             | 2                                        | 42                                       | 47                                       | 0,893                                    | 4                                        |                   |                |                                       |                                       |                                       |                                       |                                       | SP                                    | Pkt. | Auf. | ED                                | HS                                |                                   |                                   |                                   |                                   |
|  | Glenn Hofman                             | 1                                        | 40                                       | 46                                       | 0,869                                    | 5                                        |                   |                |                                       |                                       |                                       |                                       |                                       | SP                                    | Pkt. | Auf. | ED                                | HS                                |                                   |                                   |                                   |                                   |
|  | Glenn Hofman                             | 1                                        | 40                                       | 46                                       | 0,869                                    | 5                                        | Nick Zuijkerbuijk | 0              | 19                                    | 21                                    | 0,904                                 | 4                                     |                                       |                                       |      |      |                                   |                                   |                                   |                                   |                                   |                                   |
|  |                                          | SP                                       | Pkt.                                     | Auf.                                     | ED                                       | HS                                       | Nick Zuijkerbuijk | 0              | 19                                    | 21                                    | 0,904                                 | 4                                     |                                       |                                       |      |      |                                   |                                   |                                   |                                   |                                   |                                   |
|  |                                          | SP                                       | Pkt.                                     | Auf.                                     | ED                                       | HS                                       |                   | Javier Palazón | 2                                     | 30                                    | 22                                    | 1,363                                 | 9                                     |                                       |      |      |                                   |                                   |                                   |                                   |                                   |                                   |
|  | Javier Palazón                           | 2                                        | 43                                       | 37                                       | 1,162                                    | 4                                        |                   | Javier Palazón | 2                                     | 30                                    | 22                                    | 1,363                                 | 9                                     |                                       |      |      |                                   |                                   |                                   |                                   |                                   |                                   |
|  | Javier Palazón                           | 2                                        | 43                                       | 37                                       | 1,162                                    | 4                                        |                   | SP             | Pkt.                                  | Auf.                                  | ED                                    | HS                                    |                                       |                                       |      |      |                                   |                                   |                                   |                                   |                                   |                                   |
|  | Bahadir Gürün                            | 1                                        | 36                                       | 36                                       | 1,000                                    | 4                                        |                   | SP             | Pkt.                                  | Auf.                                  | ED                                    | HS                                    |                                       |                                       |      |      |                                   |                                   |                                   |                                   |                                   |                                   |
|  | Bahadir Gürün                            | 1                                        | 36                                       | 36                                       | 1,000                                    | 4                                        | Javier Palazón    | 2              | 30                                    | 23                                    | 1,304                                 | 6                                     |                                       |                                       |      |      |                                   |                                   |                                   |                                   |                                   |                                   |
|  |                                          | SP                                       | Pkt.                                     | Auf.                                     | ED                                       | HS                                       | Javier Palazón    | 2              | 30                                    | 23                                    | 1,304                                 | 6                                     |                                       |                                       |      |      |                                   |                                   |                                   |                                   |                                   |                                   |
|  |                                          | SP                                       | Pkt.                                     | Auf.                                     | ED                                       | HS                                       |                   | Thomas Knudsen | 0                                     | 25                                    | 22                                    | 1,136                                 | 4                                     |                                       |      |      |                                   |                                   |                                   |                                   |                                   |                                   |
|  | Steven van Acker                         | 0                                        | 25                                       | 22                                       | 1,136                                    | 4                                        |                   | Thomas Knudsen | 0                                     | 25                                    | 22                                    | 1,136                                 | 4                                     |                                       |      |      |                                   |                                   |                                   |                                   |                                   |                                   |
|  | Steven van Acker                         | 0                                        | 25                                       | 22                                       | 1,136                                    | 4                                        |                   |                |                                       |                                       |                                       |                                       |                                       |                                       |      |      |                                   |                                   |                                   |                                   |                                   |                                   |
|  | Thomas Knudsen                           | 2                                        | 30                                       | 23                                       | 1,304                                    | 4                                        |                   |                |                                       |                                       |                                       |                                       |                                       |                                       |      |      |                                   |                                   |                                   |                                   |                                   |                                   |
|  | Thomas Knudsen                           | 2                                        | 30                                       | 23                                       | 1,304                                    | 4                                        |                   |                |                                       |                                       |                                       |                                       |                                       |                                       |      |      |                                   |                                   |                                   |                                   |                                   |                                   |

Quellen:

## Abschlusstabelle
| MP    | Match Points (Sieger = 2; Unentschieden = 1; Verlierer = 0) |
| Pkte. | Erzielte Karambolagen                                       |
| Aufn. | Benötigte Versuche                                          |
| GD    | Generaldurchschnitt                                         |
| BED   | Bester Einzeldurchschnitt eines Spielers                    |
| HS    | Höchstserie                                                 |
|       | Bester GD des Turniers                                      |
|       | Bester ED des Turniers                                      |
|       | Beste HS des Turniers                                       |
|       | 1. Platz (Gold)                                             |
|       | 2. Platz (Silber)                                           |
|       | 3. Platz (Bronze)                                           |

| Endklassement              | Endklassement | Endklassement      | Endklassement | Endklassement | Endklassement | Endklassement | Endklassement | Endklassement | Endklassement |
| Phase                      | Platz         | Name               | MP            | SV            | Pkt.          | Aufn.         | GD            | BED           | HS            |
| -------------------------- | ------------- | ------------------ | ------------- | ------------- | ------------- | ------------- | ------------- | ------------- | ------------- |
| Finale                     | 1             | Javier Palazón     | 10:2          | 10:3          | 177           | 161           | 1,099         | 1,363         | 9             |
| Finale                     | 2             | Nick Zuijkerbuijk  | 8:2           | 8:7           | 193           | 204           | 0,946         | 1,153         | 8             |
| Halb- finale               | 3             | Thierry Amar       | 8:2           | 8:4           | 168           | 166           | 1,012         | 1,304         | 8             |
| Halb- finale               | 3             | Thomas Knudsen     | 6:4           | 6:4           | 129           | 127           | 1,015         | 1,304         | 7             |
| Viertel- finale            | 5             | Michel Parize      | 6:2           | 7:2           | 121           | 138           | 0,876         | 1,071         | 4             |
| Viertel- finale            | 6             | Steven van Acker   | 6:2           | 6:3           | 123           | 133           | 0,924         | 1,034         | 6             |
| Viertel- finale            | 7             | Bahadir Gürün      | 4:4           | 6:5           | 131           | 167           | 0,784         | 1,034         | 6             |
| Viertel- finale            | 8             | Glenn Hofman       | 4:4           | 5:5           | 126           | 148           | 0,851         | 1,027         | 5             |
| Gruppen- phase             | 9             | Halit Ersayin      | 4             | 4:2           | 73            | 95            | 0,768         | 1,250         | 6             |
| Gruppen- phase             | 10            | Francisco Unguetti | 2             | 3:4           | 81            | 127           | 0,637         | 0,652         | 5             |
| Gruppen- phase             | 11            | Sameh Kamel Sidhom | 2             | 3:5           | 90            | 126           | 0,714         | 0,694         | 6             |
| Gruppen- phase             | 12            | Maarten Janssen    | 2             | 3:5           | 84            | 126           | 0,666         | 0,764         | 4             |
| Gruppen- phase             | 13            | Marcel Decker      | 0             | 3:6           | 83            | 131           | 0,633         | -             | 4             |
| Gruppen- phase             | 14            | Thomas Purkyt      | 0             | 1:6           | 53            | 126           | 0,420         | -             | 5             |
| Gruppen- phase             | 15            | Markus Schuster    | 0             | 0:6           | 48            | 94            | 0,510         | -             | 3             |
| Gruppen- phase             | 16            | Dominik Ciz        | 0             | 0:6           | 46            | 106           | 0,433         | -             | 3             |
| Turnierdurchschnitt: 0,793 |               |                    |               |               |               |               |               |               |               |